# Ford Taunus
Ford Taunus este o mașină de familie vândută în Europa de către Ford Germania. Modelele după 1970 sunt similare cu Ford Cortina din Marea Britanie. Numele "Taunus" a fost atribuit după lanțul muntos cu acest nume din Germania. Există mai multe versiuni ale acestei mașini,  a căror producție s-a făcut din 1939 până în 1994.